# Тбілісі (ракетний катер)
Тбілі́сі (груз. თბილისი, б/н 302) — ракетний катер проєкту 206МР (шифр «Віхрь», англ. Matka class за класифікацією НАТО). Флагманський корабель ВМС Грузії до серпня 2008 року.

## Особливості проєкту
Проєкт ракетного катера на підводних крилах 206МР — еволюційна версія великого торпедного катера проєкту 206М, розробленого у 1955 році. Надбудови зроблені з легких сплавів.
Катер має гладкопалубний сталевий корпус з носовою малопогруженним крилом. Корпус розділяється на десять відсіків дев'ятьма водонепроникними переборками. Корпусу в надводній частині була придана незвичайна форма: для поліпшення умов змиву палуби при радіоактивному забрудненні стик палуби з бортом спеціально скруглений.
Двигуни розташовані в п'ятому та сьомому відсіках, пост дистанційного керування механізмами — в сьомому відсіку. Морехідні якості катера забезпечують можливість його використання без обмежень по швидкості при хвилюванні моря до 4 балів включно і на швидкостях до 30 вузлів при хвилюванні моря 5 балів.
Головний ударний комплекс катера — дві пускові установки протикорабельних ракет П-15М масою 2,5 тонн, дальністю стрільби 80 км і вагою бойової частини 513 кг. Ракетні катери проєкту 206МР призначені для ураження бойових кораблів, транспортів і десантних засобів противника в морі та місцях їх базування в ближній морській зоні.

## Історія корабля
Ракетний катер Р-15 (заводський № 250) був спущений на воду 29 жовтня 1981 року. До 12 вересня 1997 року знаходився у складі ВМФ СРСР під бортовими номерами «952», потім «961». Входив до складу 296-го дивізіону малих ракетних кораблів 41-ї бригади ракетних катерів Чорноморського флоту з базуванням у Чорноморському. З 1993 року — в ремонті в судноремонтному заводі «Металіст» у Балаклаві.
12 вересня 1997 року, згідно з українсько-російською угодою про параметри розподілу Чорноморського флоту, ракетний катер був переданий у склад Військово-Морських Сил України. У ВМС України корабель отримав назву «Конотоп» (б/н U150).
Пізніше, на прохання грузинської сторони уряд України безкоштовно передав катер ВМС Грузії. Грузинська сторона оплатила тільки вартість ремонтних робіт на катері. 30 червня 1999 року відбулася церемонія передачі катера, який отримав назву «Тбілісі» і бортовий номер 302, ВМС Грузії.
У складі ВМС Грузії в 2003–2007 роках катер неодноразово брав участь в міжнародних навчаннях в Чорному морі, у тому числі, серії «Сі Бриз» і активаціях чорноморської військово-морської групи «Блексіфор».
Після початку російсько-грузинської війни 2008 року російські ЗМІ заявляли, що 10 серпня кораблями Чорноморського флоту була відбита спроба групи грузинських ракетних кораблів атакувати загон бойових кораблів ЧФ, в ході якої ракетний катер «Тбілісі» був знищений залпом малого ракетного корабля ЧФ «Міраж». Виявилися навіть «очевидці» подій:
| 18:41. Командир «Міража» дає команду «Залп!»… Перша ракета пішла до цілі. Через кілька секунд — друга. Підльоту до грузинського катера «Тбілісі» — всього 1 хвилина 20 секунд. Відстань між противниками — близько 25 кілометрів. Попадання першої ракети в машинне відділення катера «Тбілісі». Через секунду — ще одна доповідь — попадання другою в ходову рубку. На радарі нашого корабля протягом 30 секунд була сильна засвітка, що означає повне знищення цілі… Оригінальний текст (рос.) 18:41. Командир «Миража» даёт команду «Залп!»… Первая ракета пошла к цели. Через несколько секунд — вторая. Подлётное время до грузинского катера «Тбилиси» — всего 1 минута 20 секунд. Расстояние между противниками — около 25 километров. Попадание первой ракеты в машинное отделение катера «Тбилиси». Через секунду — ещё один доклад — попадание второй в ходовую рубку. На радаре нашего корабля в течение 30 секунд была сильная засветка, что означает полное уничтожение цели… |
Як виявилося пізніше, ВМС Грузії в бойові зіткнення з ЧФ РФ не вступали і весь час конфлікту знаходилися в пункті базування Поті. 13 серпня 2008 року покинутий своїм екіпажем ракетний катер «Тбілісі» разом з іншими катерами грузинських ВМС був підірваний російськими військовослужбовцями біля причалу в порту Поті. Катер практично повністю вигорів і затонув біля причалу.
У 2009 році влада Грузії продала три катери ВМС Грузії, затоплені під час війни в порту Поті — «Тбілісі», «Діоскурію» і «Цхалтубо», на брухт громадянину Туреччини Джему Аідеміру, який власним коштом підняв їх і вивіз з акваторії порту Поті.